# Prontuario dei nomi locali dell'Alto Adige
De Prontuario dei nomi locali dell'Alto Adige, letterlijk "naslagwerk van plaatsnamen van Zuid-Tirol", is een lijst van Italiaanse plaatsnamen in de regio Zuid-Tirol in Italië, welke in 1916 door de Reale Società Geografica Italiana werd gepubliceerd. Deze lijst, vaak kortweg Prontuario genoemd, speelde een belangrijke rol bij de assimilatiepolitiek die in Zuid-Tirol ten tijde van het fascistische bewind van Mussolini werd gevoerd. Het heeft de basis gevormd voor de ambtelijke plaats- en veldnamen in Zuid-Tirol zoals ze tegenwoordig nog steeds officieel gelden. De autochtone Duitstalige en Ladinischtalige bevolking heeft sindsdien altijd aanmerkingen op de lijst gemaakt, omdat deze nauwelijks namen bevat die historisch gegroeid zijn, maar veelal nieuwe vertalingen zijn of zelfs compleet verzonnen zijn.

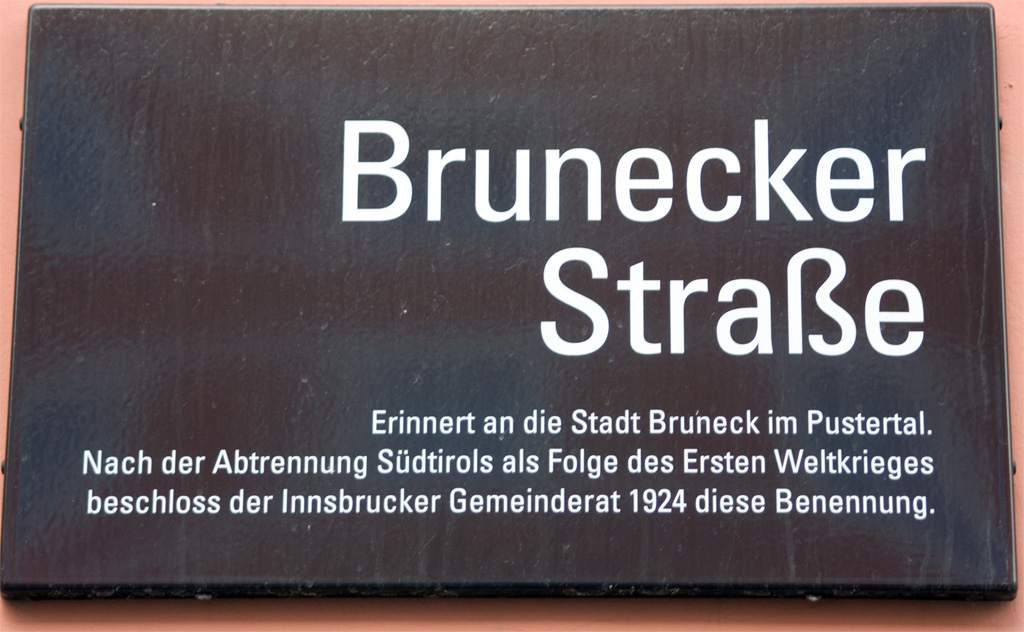
Straatnaambord in Innsbruck (Tirol) verwijzend naar de stad Bruneck, ingesteld in 1923 ter herinnering aan de Duitstalige Zuid-Tiroolse plaatsnamen

Reeds in de jaren 1890-1899 maakte de Italiaanse nationalist Ettore Tolomei een begin met het vertalen van de Duitse en Ladinische plaatsen. Zo zou de Italiaanse bevolking voorgespiegeld moeten worden, dat Zuid-Tirol een volstrekt Italiaans karakter had, een relatief korte Duitse geschiedenis kende en derhalve eigenlijk bij Italië hoorde. In 1916, een jaar nadat Italië Oostenrijk de oorlog had verklaard in het kader van de Eerste Wereldoorlog, werd op instigatie van Tolomei een commissie geïnstalleerd die zich bezig moest gaan houden met de vertaling van de plaatsnamen in het "te veroveren gebied". In een tijdsbestek van veertig dagen vertaalde deze commissie, bestaande uit Tolomei zelf, de plant- en scheikundige Ettore De Toni en de bibliothecaris Vittorio Baroncelli, 12.000 plaats- en veldnamen op basis van de pseudowetenschappelijke methodes van Tolomei. In juni 1916 werd deze lijst als band XV, deel II van de Memorie van de Reale Società Geografica Italiana en in het door Tolomei uitgegeven jaarboek Archivio per l'Alto Adige, con Ampezzo e Livinallongo gepubliceerd. In 1923, vier jaar na de annexatie van Zuid-Tirol door Italië, werd bij koninklijke verordening opdracht gegeven tot de veritalianisering van de Zuid-Tiroler plaatsnamen. De basis hiervoor werd gevormd door de in 1916 opgestelde Prontuario. In 1940 werd het bij ministeriaal decreet van Benito Mussolini omgedoopt tot het "Officiële namenboek van Zuid-Tirol". Aan het einde van de Tweede Wereldoorlog werden de originele Duitse en Ladinische namen weer ingevoerd en na jarenlang getouwtrek werden het Duits en het Ladinisch in 1969 gelijkwaardig aan het Italiaans. De Duitse en Ladinische equivalenten van de officiële Italiaanse namen hebben echter nog steeds geen legale status en worden officieel slechts getolereerd.

## Vertaalwijze
Bij het vertalen van de plaatsnamen gebruikte Tolomei meerdere methoden:
- Gebruik van reeds bestaande Italiaanse equivalenten, bijvoorbeeld Bolzano voor Bozen, Merano voor Meran.
- Gebruik van de namen van oude Romeinse nederzettingen, bijvoorbeeld Vipiteno voor Sterzing, naar de oude Romeinse nederzetting Vipitenum
- Fonetische reductie: de naam werd (meestal door een andere uitgang) veritalianiseerd, bijvoorbeeld Brennero voor Brenner, Moso voor Moos
- Letterlijke vertaling, bijvoorbeeld Lago Verde voor Grünsee; daarbij traden vaak fouten op, zo werd Linsberg vertaald met Monte Luigi, wat eigenlijk de vertaling is van Luisberg
- Gebruik van patroonheiligen als naam, bijvoorbeeld San Candido voor Innichen
- Verzinnen van nieuwe namen, bijvoorbeeld Colle Isarco (lett. Heuvel aan de Eisack) voor Gossensaß